# Kelurahan Telukpucung
Kelurahan Telukpucung är en administrativ by i Indonesien.   Den ligger i provinsen Jawa Barat, i den västra delen av landet, 20 km öster om huvudstaden Jakarta.